# Vicente Yáñez Pinzón
Vicente Yáñez Pinzón (Palos de la Frontera, 1460 circa – Siviglia, 1514 circa) è stato un condottiero, navigatore ed esploratore spagnolo.

## Le origini
Nacque da una ricca famiglia spagnola di armatori, in parte proprietaria delle caravelle Niña e Pinta. Aveva due fratelli: Martin Alonso e Francisco, con i quali faceva parte dei meglio noti fratelli Pinzón.

## I viaggi
Navigò con Cristoforo Colombo nel suo primo viaggio del 1492 alla scoperta del Nuovo Mondo. Vicente era il capitano della Niña insieme a suo fratello Francisco, che ne era il timoniere. Il fratello maggiore Martín Alonso, invece, comandava la Pinta. A differenza di quest'ultimo, Vicente dimostrò una ferrea disciplina e restò sempre fedele all'Ammiraglio, raccogliendo sulla piccola Niña i naufraghi della Santa Maria. Nel viaggio di ritorno condivise il comando della caravella con lo stesso Colombo, approdando dopo un violentissimo uragano sulle coste delle Azzorre.
Nel 1499 Vicente Yáñez navigò verso l'America meridionale. Il 26 gennaio 1500, trascinato dalle correnti di una tempesta, giunse alle coste settentrionali dell'attuale Brasile. Sbarcò quindi su una spiaggia chiamata Praia do Paraíso, presso Cabo de Santo Agostinho, nello stato di Pernambuco. Tuttavia, in accordo col Trattato di Tordesillas del 1494, la Spagna non poté rivendicare il territorio, che fu comunque battezzato come "Cabo de Santa Maria de la Consolación" (Capo di Santa Maria della Consolazione) dallo stesso Vicente Yáñez.
Pinzón inoltre scorse in lontananza il Rio delle Amazzoni e risalì per circa 50 miglia il corso di un fiume che battezzò "Río Santa María de la Mar Dulce" (Fiume Santa Maria delle acque dolci), diventando così il secondo esploratore a individuare il Rio delle Amazzoni, il primo fu il fiorentino Amerigo Vespucci.

## Gli ultimi anni
Nel 1505 Pinzón fu nominato dalla corona spagnola comandante in capo e Corregidor (governatore) della città di Puerto Rico, l'attuale San Juan. Questo era il primo passo per la colonizzazione dell'isola di San Juan Bautista, l'attuale Porto Rico, ma Pinzón non poté adempiere a tale incarico poiché non raggiunse mai l'isola.
Nel 1508 navigò nuovamente verso il sud America e la Penisola dello Yucatán assieme a Juan Díaz de Solís. Tornò in Spagna nell'agosto del 1509 e si pensa che sia morto Siviglia attorno al 1514; oggi riposa nel cimitero del Castello di San Jorge, sempre a Siviglia. Non esistono testimonianze storiche su Vicente Yáñez Pinzón posteriori al 1523.

## Riconoscimentipost mortem
Il 19 novembre 1999, in occasione del cinquecentenario della scoperta del Brasile e del gemellaggio con Cabo de Santo Agostinho, è stato eretto un monumento alla sua memoria a Palos de la Frontera, sua città natia.